# FK Zenit Sankt-Petěrburg
FK Zenit Sankt-Petěrburg (Rusky: ФК „Зенит“ Санкт-Петербург) je profesionální ruský fotbalový klub sídlící v Petrohradu. Momentálně působí v ruské nejvyšší soutěži zvané Premier Liga. Byl založen roku 1925 (nebo 1914 dle různých zdrojů) dělníky Leningradských hutí. Dnes patří k nejbohatším a nejsilnějším ruským klubům. V letech 2007, 2010, 2015, 2017, 2019, 2020, 2021, 2022, 2023 a 2024 získal mistrovský titul, jeden titul měl ještě během éry Sovětského svazu. V roce 2008 triumfoval hned ve dvou evropských soutěžích. Po vítězství v Poháru UEFA (2007/08) triumfoval i v Superpoháru UEFA (2008), když porazil vítěze Ligy mistrů Manchester United FC 2:1. Poslední trofejí je mistrovský titul z ruské ligy v sezóně 2019/20.

## Historie
Zenit Leningrad byl vítězem sovětské ligy v roce 1984, tento titul byl ale ojedinělým.
Po pádu režimu se klub v letech 1992 až 1996 pohyboval mezi kluby ve druhé lize, následně však postoupil znovu nahoru a v roce 1999 vybojoval ruský národní pohár.
Ambice Zenitu narušit nadvládu klubů z Moskvy byly podepřeny společností Gazprom, která Zenit v prosinci 2005 odkoupila, tedy její nadpoloviční podíl (51 %) za částku takřka 28 milionů eur. Čtvrtinový podíl navíc již společnost vlastnila.
Roku 2006 nahradil trenéra Vlastimila Petrželu Nizozemec Dick Advocaat. Novými akvizicemi se stali jihokorejští reprezentanti Kim Dong-Jin a Lee Ho, k nim přibyl ještě turecký reprezentant Fatih Tekke, kterého Zenit koupil za 10 milionů eur. Advocaat dovedl tým na čtvrtou příčku, díky triumfu Lokomotivu v národním poháru se tak Zenit kvalifikoval do Poháru UEFA.
Do základních skupin se ruský klub probojoval skrze play-off proti belgickému Standardu Liège po celkovém výsledku 4:2, aby ve skupině změřil síly s Alkmaarem, Evertonem, Larisou a Norimberkem. Kolísavá forma vyústila ve dvě remízy, jednu výhru a jednu prohru. Postup do jarní části neměl tým ve svých rukou, Everton ale na půdě Alkmaaru zvítězil i s béčkovou sestavou a ruský tým zamířil dále ze třetího místa. Ruská ligová soutěž se mezitím dohrála, neboť se hrálo systémem jaro–podzim. Advocaat dovedl tým okolo kapitána Anatolije Tymoščuka k titulu.
Šestnáctifinále nabídlo střet proti španělskému Villarrealu, který v ligové sezóně zaznamenal historické druhé místo. První zápas na ruské půdě byl vyrovnaný a rozhodl jej útočník Zenitu Pavel Pogrebňak. Tentýž hráč otevřel skóre na stadionu El Madrigal, týmu se však do konce sezóny zranil belgický stoper Nicolas Lombaerts a dvojice Roman Širokov a Radek Šírl byla vyloučena. Na tribunu poslal rozhodčí také Advocaata, posledních deset minut tak tým bránil v devíti lidech, ale postoupil.
V další fázi venku proti Olympique Marseille prohrál tým 1:3, doma však vyhrál 2:0 díky dvěma gólům Pogrebňaka a pravidlo venkovních gólů poslalo do čtvrtfinále Rusy. Na stadionu Bayeru Leverkusen si Zenit zajistil výhru 4:1, když na úvodní gól Pogrebňaka navázali ve druhém poločase za stavu 1:1 znovu Pogrebňak, Anjukov a Děnisov v rozmezí 12 minut. Doma si Rusové postup udrželi a v semifinále se střetli s Bayernem Mnichov. V Německu uhráli proti mužstvu čítající například končícího Kahna, Lúcia, Schweinsteigera, Ribéryho a Kloseho remízu 1:1. Odveta na stadionu Petrovskij přinesla čtyři góly domácího celku – trefili se dvakrát Pogrebňak, Zyrjanov a Fajzulin, skvělý výkon ukázal kapitán Tymoščuk a Zenit vyhrál 4:0.
Finále se odehrálo v Manchesteru, ruský celek se ale musel proti Glasgow Rangers obejít bez vykartovaného Pogrebňaka. Zastoupil jej Andrej Aršavin, autor prvního gólu utkání a hráč u akce na 2:0, kdy se trefil Zyrjanov. Zenit se stal druhým ruským vítězem Poháru UEFA po CSKA Moskva.
V sezóně 2009 se titulu dočkal Rubin Kazaň a Zenit tak další sezónu pod Advocaatem zakončil třetí, limitován mimo jiné zraněním Dannyho.
Na kvalifikaci do předkola Ligy mistrů to však stačilo.
V polovině března 2010 odstartovala pro Zenit nová sezóna, nově pod vedením trenéra Luciana Spallettiho, jehož debut na půdě celku Křídla Sovětů Samara dopadl i zásluhou Dannyho jednogólovou výhrou.
Tuto sezónu se mistrovský titul vrátil do Petrohradu, Zenit v konečné tabulce vedl o šest bodů před CSKA Moskva.
Období po evropském triumfu s sebou přineslo i změnu charakteru petrohradského týmu. Původní hvězdy v podobě ruských fotbalistů buď odešly na Západ (Aršavin, Pogrebňak) nebo si musely zvyknout na konkurenci (Keržakov) za draho koupených posil jakými byly Hulk nebo Axel Witsel.
Oba dva fotbalisté dorazili v letních měsících roku 2012. Domácí fanoušci se z příchozích hráčů tmavší pleti neradovali, problémy způsoboval také fakt, že oba brali mzdu násobně vyšší oproti těm domácím jako Děnisov s Keržakovem. Oba dali svoji nespokojenost najevo a nějaký čas proto strávili v rezervě.
Jiné posily byly sice ruští hráči, část z nich ale měla minulost spjatou s nenáviděnými rivaly Zenitu – Žirkov hrál předtím za CSKA a Dynamo, Kokorin též za Dynamo, Dzjuba ve Spartaku.
Od května 2016 trénoval petrohradské mužstvo Mircea Lucescu. Ten však vydržel pouhý rok, v ruské lize totiž Zenit skončil až třetí a další rok si tak Ligu mistrů nezahrál. S mužstvem získal jen superpohár (červenec 2016).
Začátkem června skončilo také devítileté působení záložníka Dannyho, který klub opustil jakožto volný hráč.
Od června začalo trenérské angažmá Roberta Manciniho.
Sezónu 2020/21 zahájil tým čtyřmi ligovými výhrami za sebou, v pátém kole ale nestačil venku na Dynamo Moskva, kde prohrál 0:1. V ruské lize tým prohrál poprvé od září 2019.

## Získané trofeje

### Vyhrané domácí soutěže

#### RuskoRusko
- Ruská Premier Liga ( 10× )

(2007, 2010, 2011/12, 2014/15, 2018/19, 2019/20, 2020/21, 2021/22, 2022/23, 2023/24)
- Ruský národní pohár ( 4× )

(1998/99, 2009/10, 2015/16, 2019/20, 2023/24)
- Ruský ligový pohár ( 1× )

(2003)
- Ruský Superpohár ( 9× )[17]

(2008, 2011, 2015, 2016, 2020, 2021, 2022, 2023, 2024)

#### Sovětský svaz
- Sovětská fotbalová liga ( 1× )

(1984)
- Sovětský fotbalový pohár ( 1× )

(1944)
- Sovětský Superpohár ( 1× )

(1984)

### Vyhrané mezinárodní soutěže
- Pohár UEFA ( 1× )

(2007/08)
- Superpohár UEFA ( 1× )

(2008)

## Trenéři
Aktuální k září 2020
| Období od        | Období do         | Trenér             |
| ---------------- | ----------------- | ------------------ |
| 1. července 2018 | –                 | Sergej Semak       |
| 1. června 2017   | 13. května 2018   | Roberto Mancini    |
| 1. července 2016 | 28. května 2017   | Mircea Lucescu     |
| 20. března 2014  | 30. června 2016   | André Villas-Boas  |
| 11. března 2014  | 19. března 2014   | Sergej Semak       |
| 1. ledna 2010    | 10. března 2014   | Luciano Spalletti  |
| 18. srpna 2009   | 31. prosince 2009 | Anatolij Davydov   |
| 26. června 2006  | 10. srpna 2009    | Dick Advocaat      |
| 4. května 2006   | 25. června 2006   | Vladimir Borovička |
| 1. ledna 2003    | 3. května 2006    | Vlastimil Petržela |
| 1. července 2002 | 31. prosince 2002 | Boris Rappoport    |
| 25. dubna 2000   | 30. června 2002   | Jurij Morozov      |
| 25. března 2000  | 22. dubna 2000    | Anatolij Davydov   |